# Аэр, Сийм
Сийм Аэр (эст. Siim Aer; 22 июля 2001, Пайде, Ярвамаа) — эстонский футболист, крайний защитник.

## Биография
Воспитанник клуба «Пайде ЛМ». Во взрослой команде дебютировал 21 июня 2017 года на ранней стадии Кубка Эстонии в матче против «Хийу Юнайтед». Первый матч в высшей лиге Эстонии сыграл 4 ноября 2017 года против «Вапруса», заменив на 92-й минуте Рандина Ранде. Первый гол в чемпионате забил 19 июня 2019 года в ворота «Курессааре» после выхода на замену. За семь сезонов в составе «Пайде» сыграл только 14 матчей в высшей лиге Эстонии, также провёл одну игру в Лиге конференций. Серебряный призёр чемпионата 2020 года (3 матча), бронзовый призёр 2021 года (2 матча), обладатель Суперкубка Эстонии 2023 года (остался запасным).
В составе резервной команды «Пайде» провёл более 170 матчей во втором и третьем дивизионах. Дважды уходил в аренды в клубы высшей лиги — осенью 2022 года выступал за «Вапрус» (Пярну), а в 2024 году — за «Курессааре».
Вызывался в юношескую и молодёжную сборные Эстонии, где сыграл три матча.

## Личная жизнь
Брат Стен (род. 2007) также занимается футболом.